# Kander (Selva Negra)
El río Kander es un afluente derecho del Rin en el sur de Baden-Wurtemberg, Alemania.

## Recorrido
Nace en el monte Blauen en la Selva Negra cerca de Malsburg-Marzell en el distrito de Lörrach. Fluye a través del valle del Kander (en alemán: Kandertal) al que dio su nombre. Después de un recorrido de unos 30 km desemboca en el Rin al norte de Weil am Rhein.